# Sachalin Juschno-Sachalinsk
Der FK PSK Sachalin Juschno-Sachalinsk (russisch ФК ПСК Сахали́н Южно-Сахалинск) war ein russischer Fußballverein aus Juschno-Sachalinsk, das auf der fernöstlichen Insel Sachalin liegt.

## Geschichte
Die Mannschaft spielte 2014/15 im Perwenstwo FNL, der zweiten Liga Russlands. Von 1969 bis 1992 gab es bereits eine Mannschaft unter diesem Namen. Heute heißt dieser Verein FK Portowik-Energija Cholmsk.
Am Ende der Saison 2013/14 gewann der FK Sachalin die Zone Ost des drittklassigen Perwenstwo PFL und stieg somit in die zweite russische Liga auf. Nach nur einer Saison stieg die Mannschaft wieder ab. Die Drittligaspielzeit 2017/18 beendete der Verein als Meister, stieg jedoch wegen fehlender finanzieller Mittel nicht auf. Die Saison 2024 beendete der FK Sachalin in der viertklassigen 2. Liga Division B auf dem 7. Platz der Gruppe 3. Am 29. Dezember 2024 wurde der Verein aus finanziellen Gründen aufgelöst.